# Бульвані
Бульвані (груз. ბულვანი) — село в Грузії.
За даними перепису населення 2014 року в селі проживає 337 особи.